# テレイン
テレイン（英語: terrein）は、アスペルギルス属の代謝産物である。外観は淡黄色の針状結晶である。大腸癌腫に対して強力な細胞毒性活性を有する。テレインの生産効率は、Aspergillus terreus S020株が最も高い。